# Lacourt-Saint-Pierre

Lacourt-Saint-Pierre este o comună în departamentul Tarn-et-Garonne din sudul Franței. În 2009 avea o populație de 1.083 de locuitori.

## Evoluția populației
| An        | 1975 | 1982 | 1990 | 1999 | 2006  | 2009  |
| --------- | ---- | ---- | ---- | ---- | ----- | ----- |
| Populație | 583  | 665  | 782  | 870  | 1.005 | 1.083 |